# Freunde der Kunsthalle
Die Freunde der Kunsthalle e. V. ist ein gemeinnütziger Verein, der 1923 gegründet wurde. Laut Satzung ist sein Zweck „die wissenschaftliche Forschung und die Volksbildung im kulturellen Bereich sowie das Kunstleben in Hamburg in Zusammenhang mit der Hamburger Kunsthalle durch Vorträge, Führungen und Veröffentlichungen zu fördern“. Sämtliche Überschüsse setzt die Kunsthalle für den Ankauf von Kunstwerken, die Finanzierung von Ausstellungsvorhaben und die Publikation von Katalogen ein. Vorsitzender ist seit 1989 Ekkehard Nümann. Die Freunde der Hamburger Kunsthalle haben laut eigenen Angaben über 18.000 Mitglieder (Stand 31. Dezember 2016).

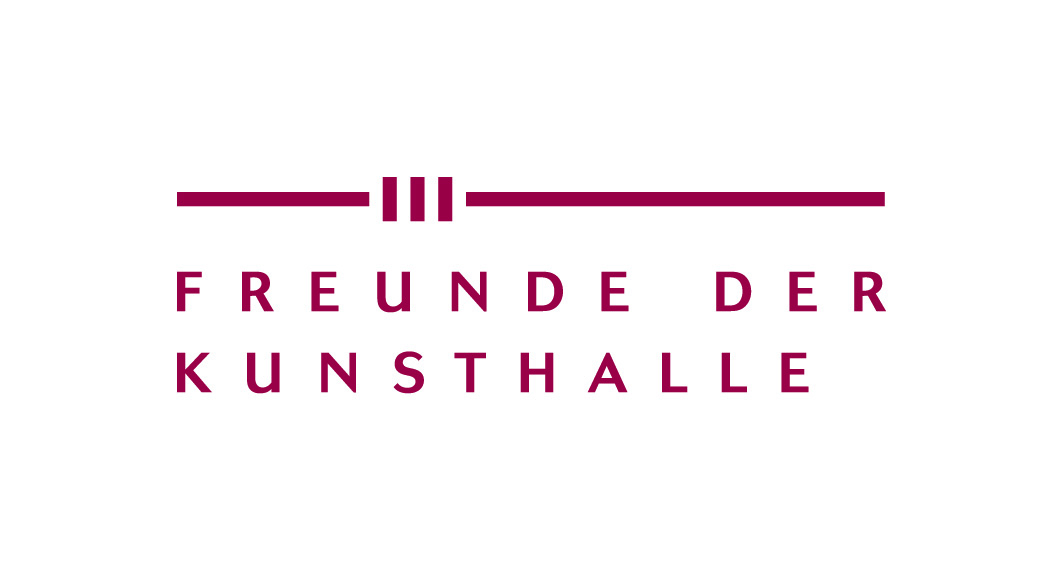
Das Logo des Freundeskreises

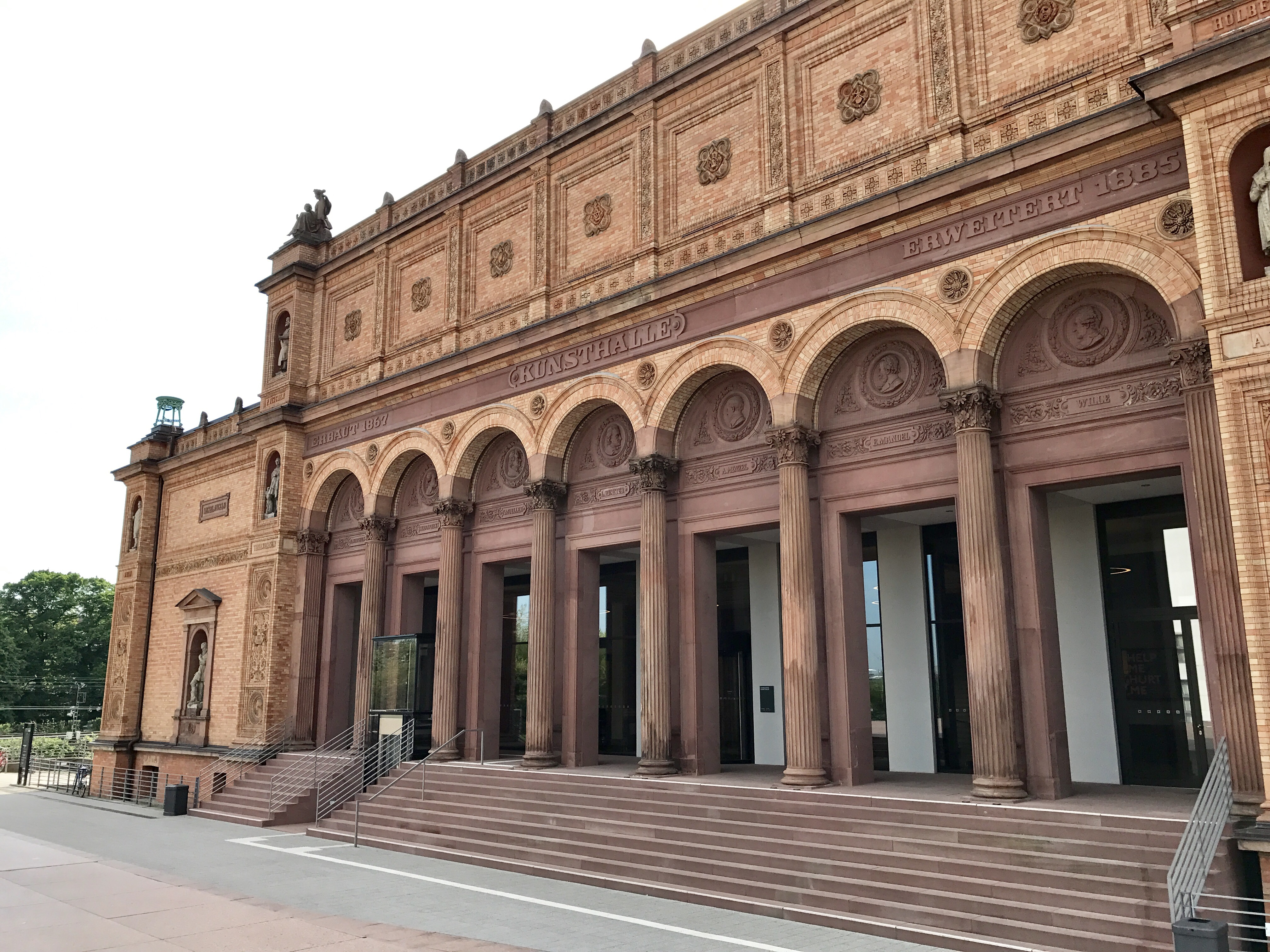
Eingangsportal des Gründungsbaus der Hamburger Kunsthalle von 1869. Architekten: Hermann von der Bude und Georg Theodor Schirrmacher

## Geschichte

### Gründung (1923)

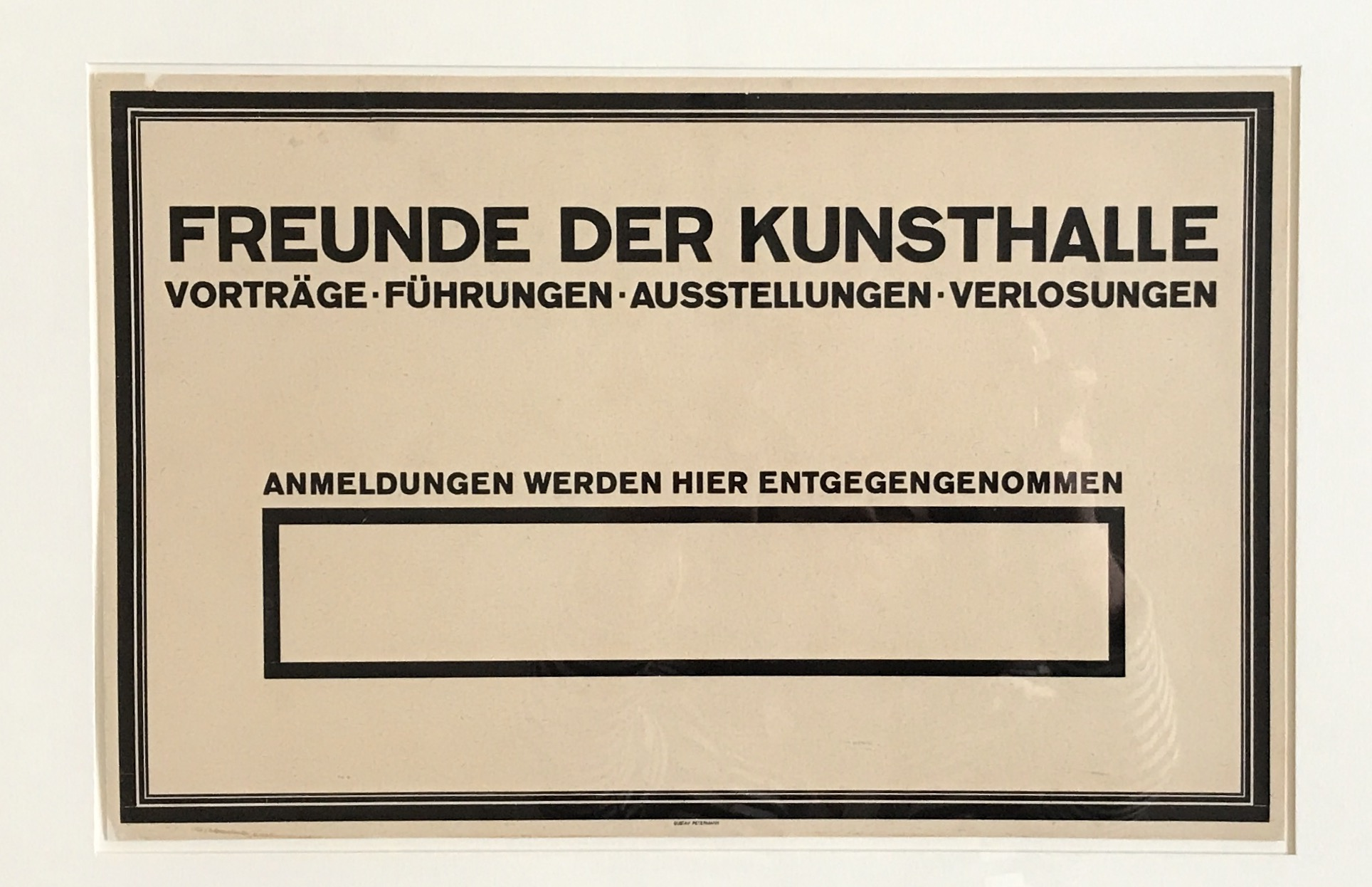
Aufforderung zum Vereinsbeitritt aus den 1920er Jahren

Den Anstoß zur Gründung gab Museumsdirektor Gustav Pauli bereits im Jahr 1914. Seine Vision war ein Förderkreis, der schon existierende kunstinteressierte Gesellschaften vereinen sollte. Umsetzen konnte er seine Idee erst nach dem Ersten Weltkrieg. Die Gründungsversammlung der Freunde der Kunsthalle fand am 15. Januar 1923 statt. Hamburgs Erster Bürgermeister Carl Petersen wurde zum Ersten Vorsitzenden gewählt, Gustav Pauli zum Stellvertreter. Das Besondere an den Freunden der Kunsthalle: Sie warben um Mitglieder aus allen sozialen Schichten, ob Arbeiter oder finanzkräftige Klientel. Hier sollte jeder die Möglichkeit zu kultureller Anregung bekommen. Daher traten Lehrer, Krankenschwestern und Büroangestellte genauso bei wie Angehörige der jüdischen Gemeinde und Kaufleute. Im Gründungsjahr kam der Verein so auf 3680 Mitglieder.

### Erste Aktivitäten (1920er Jahre)
Geboten wurden vor allem Führungen und Vorträge. Gustav Pauli war dabei für Themenauswahl und prominente Referenten zuständig. Darunter der Architekt und Hamburger Oberbaudirektor Fritz Schumacher, die Kunsthistorikerin Rosa Schapire und der Musikwissenschaftler und -pädagoge Hans Mersmann. Die Vielfalt der Themen orientierte sich dabei am Gründungsgedanken, den Johannes Gerhardt in seinem Buch „Die Geschichte der Freunde der Kunsthalle“ aus der Gründungsversammlung zitiert: „In einer Zeit schwerster wirtschaftlicher Erschütterung wollen wir unserer Bevölkerung Stunden der Erbauung, der Belehrung und des geistigen Genusses bereiten.“

### Zeit des Nationalsozialismus (1933–1945)
Nach der Machtergreifung 1933 durch die Nationalsozialisten wurden auch die Freunde der Kunsthalle gleichgeschaltet. Verlust der Selbstständigkeit und Ausrichtung der Aktivitäten auf Regierungskurs waren die Folgen. Als Vertreter des der NSDAP nahen „Kampfbundes für deutsche Kultur“ legte der Dichter und Kunsthistoriker Wilhelm Niemeyer in der Sitzung vom 10. Juni 1933 eine entsprechend bereinigte Liste für einen neuen Vorstand vor. Dieser wurde nicht wie üblich gewählt, sondern vom Ersten Bürgermeister Carl Vincent Krogmann eingesetzt. Den Vorsitz übernahm Hermann Maetzig, gleichzeitig ab Oktober des Jahres auch Leiter der Amtsgeschäfte der Kunsthalle. Museumsdirektor Gustav Pauli war Ende September 1933 in den Ruhestand versetzt worden. Auch Maetzig musste allerdings im April 1934 alle Ämter aufgeben, weil er Freimaurer war.
Wilhelm Freiherr Kleinschmit von Lengefeld übernahm bis August 1937 den Vorsitz der Freunde und die Leitung der Kunsthalle. In seine Zeit fiel der Ausschluss aller jüdischen Mitglieder und Stifter. Bereits ab September 1935 gab es Mitgliedskarten nur noch für Personen arischer Abstammung. Anfang 1936 ergänzte der Verein seine Satzung offiziell um einen entsprechenden Arierparagraphen. Mit 1124 Mitgliedern erreichten die Freunde den Tiefstand ihrer Geschichte. Nicht beteiligt war Kleinschmit von Lengefeld dagegen an der Zerstörung der Sammlung der Moderne, die Gustav Pauli aufgebaut hatte und deren Werke unter den Nationalsozialisten als entartete Kunst galten.
Das Programm in der NS-Zeit stellte Schriftführer Wilhelm Niemeyer für die Mitglieder zusammen. Zwar war die Kunsthalle ab Beginn des Zweiten Weltkrieges geschlossen, doch die Freunde boten weiterhin Vorträge an. Zu den Werken des Museums hatten sie aber nur noch wenig Bezug.

### Die Nachkriegszeit
Am 22. Oktober 1945 wählten die Mitglieder den neuen Vorstand. Hans-Harder Biermann-Ratjen, Präses der Kulturbehörde, wurde Erster Vorsitzender. Der neue Museumsdirektor Carl Georg Heise erarbeitete  das Programm des Freundeskreises der Kunsthalle und verhalf ihm wieder zu mehr Internationalität, zum Beispiel durch die Vortragsreihe „Englische Kunst“ ab 1948.
Durch Bombentreffer war der Vortragssaal der Kunsthalle 1944 stark beschädigt worden. Die Referate fanden daher bis Mitte der 1950er Jahre an wechselnden Orten statt. Der neu erbaute Saal mit 750 Sitzen hielt allerdings dem Andrang kaum stand. Aus Feuerschutzgründen wurde ein Aufnahmestopp angeordnet. Er wurde 1958 erst aufgehoben, als die Freunde jeden Vortrag dreimal anboten. In den 1950er Jahren standen auch Exkursionen und Kunstreisen wieder auf dem Programm. Die Mitgliederzahl stieg mit 2500  auf das Niveau der Gründerjahre.

### Mitgliederrückgang (1960er bis 1980er Jahre)
Der Zuspruch ließ ab den 1960er Jahren nach, die Anzahl der Mitglieder schrumpfte um ein Drittel. 1974 lag sie bei 1134 Mitgliedern. Die Kunstfreunde konkurrierten mit dem gestiegenen kulturellen Angebot in der Stadt. Sie versuchten gegenzusteuern, indem sie mit ihren Vorträgen noch stärker als zuvor auf die jeweiligen Ausstellungen eingingen. Dazu zählten 1972 „Manets Nana – Mythos und Wirklichkeit“, 1974 „Landschaftsmalerei zur Zeit Caspar David Friedrichs“, 1980 „Goya“ und 1981 „Picasso“.

### Neuausrichtung ab den 1990er Jahren
Um den Mitgliederschwund der 1970er Jahre zu stoppen, setzte der Freundeskreis ab den 1980er Jahren auf Erfolgsrezepte aus den Gründerjahren. Kultur-Reisen, die seit 1971 nicht mehr im Angebot waren, Sonderöffnungen für Mitglieder, exklusive Führungen und Vorbesichtigungen in der Kunsthalle. Ab den 1990er Jahren kamen Tagesfahrten und Seminare hinzu. Mit 2731 Mitgliedern begann der Verein 1990 verstärkt, die Kunsthalle auch finanziell zu unterstützen. Zum einen durch Ankäufe von Kunstwerken für das Museum, zum anderen mit der Weiterentwicklung des seit 1924 bestehenden Verkaufsstandes zu einem modernen Museumsshop. Außerdem finanzierten die Freunde seit 1996 das wissenschaftliche, nach dem Vereinsgründer benannte Gustav-Pauli-Volontariat an der Kunsthalle.
Im Jahr 2000 zählte der Verein 10.000 Mitglieder. Ab 2001 bot er ein eigenes Programm speziell für jüngere Mitglieder an und initiierte so als einer der ersten Freundeskreise überhaupt „Junge Museumsfreunde“.
Der Vorsitzende der Freunde der Kunsthalle, Ekkehard Nümann, setzte ab 2003 auf Vernetzung. Er initiierte die Gründung des „Bundesverbandes der Fördervereine Deutscher Museen für bildende Kunst e. V.“ Inzwischen sind darin 86 Freundeskreise Mitglied, die insgesamt mehr als 120.000 Mitglieder vertreten. Seit 2007 sind die Hamburger Freunde über den Bundesverband auch Mitglied in der „World Federation of Friends of Museums“.
Politisch engagierten sich die Freunde der Kunsthalle Hamburg 2010, als die im Februar 1997 eröffnete „Galerie der Gegenwart“ aufgrund fehlender Mittel im Kulturhaushalt der Hansestadt Hamburg unter dem Vorwand defekter Brandschutzklappen geschlossen werden sollte. Sie riefen ihre Mitglieder am 3. Juni 2010 zur Demonstration auf und bildeten eine Menschenkette rund um das Museum. Zusätzlich druckte der Freundeskreis 25.000 Protestpostkarten, adressiert an den Ersten Bürgermeister Ole von Beust mit der Aufschrift „Flagge zeigen! Kunst ist kein Luxus“.

## Gegenwart

### Engagement und Forschung
Neben der Kunstvermittlung kommen die Freunde auch ihrer satzungsgemäßen Verpflichtung zur wissenschaftlichen Forschung nach. Zum einen gehört dazu die Finanzierung des Gustav-Pauli-Volontariats an der Hamburger Kunsthalle. Zum anderen werden Ausstellungskataloge finanziert und für die Kunsthalle verkauft. Seit 2014 erscheint für Mitglieder halbjährlich das gedruckte Kunstmagazin „freunde“. Es wird über Anzeigen finanziert und hat eine Auflage von 15.000 bis 18.000 Exemplaren. Behandelt werden darin unter anderem Ausstellungsankündigungen und Rückschauen in der Hamburger Kunsthalle sowie anderen Museen, Künstlerporträts und Berichte über Exkursionen oder einzelne Werke.

### Veranstaltungen und Zielgruppen
Traditionell stehen die Freunde der Hamburger Kunsthalle jedem offen. Um diesem Anspruch gerecht zu werden, stimmen sie die Form der Ansprache und ihr Veranstaltungsprogramm speziell auf einzelne Zielgruppen ab. So bekommen alle Freunde ein gedrucktes Programmheft. Firmenmitglieder werden in einem Flyer über besondere Formate für Mitarbeiter und Kunden informiert. Die „Jungen Freunde“ zwischen 20 und 30 Jahren erhalten Veranstaltungseinladungen per Facebook und einen Newsletter. Die Gruppe „Advanced“ richtet sich an Freunde, die Interesse an junger und jüngster Kunst haben. Über Facebook sprechen die Freunde der Kunsthalle gezielt Berufstätige an mit dem Programm „Feierabend: Kunst und Stulle“. Eltern mit Kindern im Säuglingsalter finden bei Facebook unter „Vater Mutter Kunst“ geeignete Führungen.

### Unterstützung der Kunsthalle
Laut Satzung gehen am Ende des Geschäftsjahres alle Überschüsse des Vereins an das Museum und werden für Ankäufe, Ausstellungen und Publikationen verwendet. Die Mittel dafür gewinnt der Verein dabei weniger durch Spendengelder, sondern die Beiträge der Mitglieder. Darüber hinaus betreiben die Freunde als wirtschaftlichen Geschäftsbetrieb den Museumsshop und einen Onlineshop. Verkauft werden neben Publikationen der Kunsthalle vor allem Bücher, Papeterie und Geschenkartikel.

### Förderung von Ausstellungen
Pro Jahr fördern die Freunde der Hamburger Kunsthalle regelmäßig mehrere Ausstellungen und treten dabei seit 2011 auch als Ausfallbürge auf: Damit die Vorbereitungen zu einer Ausstellung während der Suche nach Geldgebern und Sponsoren nicht unterbrochen werden müssen, sichern die Freunde mit ihrer Zusage das Zustandekommen des Projektes. Zu den wichtigsten Ausstellungen seit 2002 zählen dabei „Expedition Kunst. Die Entdeckung der Natur von C. D. Friedrich bis Humboldt“ (2002), „Das schwarze Quadrat. Hommage an Malewitsch“ (2007), „Louise Bourgeois, Passage Dangereux“ (2012), „Giacometti. Die Spielfelder“ (2013), „Nolde in Hamburg“ (2015) und „Manet – Sehen“ (2016).

### Erwerbungen für die Kunsthalle

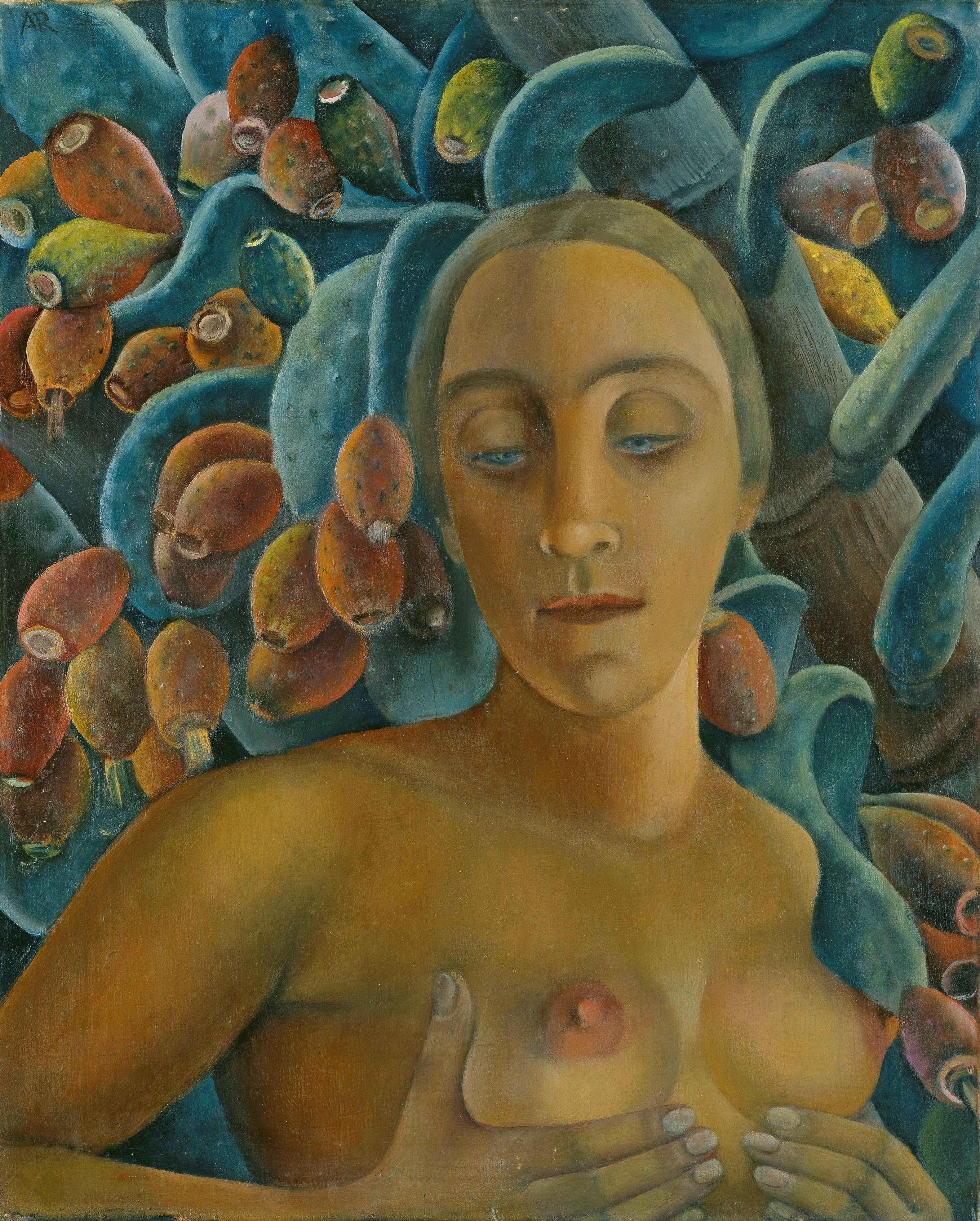
Halbakt vor Feigenkaktus
Anita Rée, Öl auf Leinwand (1922–1925)

Seit der Gründung wurden bis 2016 mehr als 100 Kunstwerke mit Freunde-Mitteln angekauft und der Kunsthalle als Geschenk überlassen. Alle mit der Auflage, dass sie ohne Zustimmung der Freunde nicht verkauft werden dürfen. Die erste Schenkung erfolgt 1926: Max Slevogt, Bildnis Gustav Pauli, Direktor der Hamburger Kunsthalle, 1924, Öl auf Leinwand.
Zu den weiteren Werken zählen in den folgenden Jahren unter anderen:
- 1946 Paula Modersohn-Becker, Bäuerin mit Kind, um 1930, Öl auf Leinwand
- 1955 Paul Klee, Der goldene Fisch, 1925, Öl und Aquarell auf Papier auf Karton
- 1987 Gustav Klimt, Liegender weiblicher Halbakt, 1916/17, Bleistift
- 1996 Georg Baselitz, Bildelf, 1992 und Bildachtzehn, 1993, beide Öl auf Leinwand
- 2004 Joachim Ringelnatz, Hafenkneipe, 1933, Öl auf Leinwand
- 2006 Sigmar Polke, Flucht Schwarz, Rot, Gold, 1997, Kunststoffsiegel auf Polyestergewebe
- 2007 Anita Rée, Halbakt vor Feigenkaktus, 1922–1925, Öl auf Leinwand
- 2008 Hiroyuki Masuyama, Caspar David Friedrich: Das Eismeer 1823–1824, 2007, Montage aus etwa 1000 Fotos
- 2009 Olaf Metzel, Turkish Delight, 2005, Bronze, patiniert
- 2015 Walter Gramatté, Portrait Rosa Schapire, 1920, Aquarell und Gouache

## Rosa-Schapire-Kunstpreis
Mit 20.000 Euro dotiert ist der Rosa-Schapire-Kunstpreis, den die Freunde der Hamburger Kunsthalle seit 2016 vergeben. Der Kunstpreis ist laut Förderkreis gedacht als „eine Hommage ans Anderssein“. Statt einer Jury entscheidet jährlich ein vom jeweiligen Direktor der Kunsthalle bestimmter einzelner Juror über die Vergabe des Preises an eine Künstlerin oder einen Künstler. In seiner Wahl ist der Juror dabei einzig dem Geist der Namensgeberin Rosa Schapire verpflichtet, die sich zu Beginn des 20. Jahrhunderts durch ihr Eintreten für die expressionistische Kunst gegen den Zeitgeist stellte. Der erste Juror war 2016 der Kunstprofessor, Kurator und Museumsdirektor Kasper König, der erste Preisträger der rumänische Künstler und Redakteur Dan Perjovschi. 
Preisträgerinnen ab 2017:
- 2017: die Portugiesin Ana Jotta
- 2018: die Polin Natalia LL (Natalia Lach-Lachowicz)
- 2019: die Italienerin Tatiana Trouvé
- 2020: die Amerikanerin Kathleen Ryan
- 2022: die Syrerin Simone Fattal
- 2023: die Vietnamesin Thu Vân Trần
- 2024  die Algerierin Lydia Ourahmane

## Erbe 2019
Im März 2019 wurde bekannt, dass der am 7. Januar 2019 verstorbene Enkel von Gustav Schiefler, Otto Georg Schiefler, die Villa in der Oberstraße 86, sein Elternhaus, dem Verein Freunde der Kunsthalle vermacht hat. Dort sollen zukünftig Veranstaltungen des Vereins im Hochparterre des Hauses stattfinden.

## Vorsitzende
| - 1923–1933: Carl Petersen - 1933–1934: Hermann Maetzig - 1934–1937: Wilhelm Freiherr Kleinschmit von Lengefeld - 1937–1945: Hellmuth Becker - 1945: Hans-Harder Biermann-Ratjen - 1945–1946: Ekkehard Wegner | - 1946–1950: Friedrich Ahlers-Hestermann - 1950–1951: Hans-Harder Biermann-Ratjen - 1951–1960: Walther Merck - 1960–1966: Edzard Koop - 1966–1969: Herbert von Buttlar - 1969–1972: Eduard Söring | - 1972–1984: Alfred Hentzen - 1984–1986: Arend Oetker - 1986–1987: Martin Neuffer - 1987–1989: Christian Beutler - seit 1989: Ekkehard Nümann |